# Сорокина, Матрёна Емельяновна
Матрёна Емельяновна Сорокина — советский хозяйственный, государственный и политический деятель.

## Биография
Родилась в 1922 году в селе Икково.
Выпускница Чебоксарской фармацевтической школы. С 1940 года — на хозяйственной, общественной и политической работе. В 1940—1977 гг. — рецептор в аптеке в Марийской АССР, секретарь, затем председатель Икковского сельсовета Чебоксарского района Чувашской АССР, заместитель управляющего, управляющая Чувашского главного аптечного управления, заведующая фасовочным цехом ГП «Фармация».
Избиралась депутатом Верховного Совета СССР 2-го созыва.